# Brachygluta
Brachygluta is een geslacht van kevers uit de familie van de kortschildkevers (Staphylinidae).

## Soorten
- Brachygluta abdominalis (Aubé, 1833)
- Brachygluta cavicornis (Brendel, 1865)
- Brachygluta curvicera (Motschulsky, 1854)
- Brachygluta floridana (Brendel, 1865)
- Brachygluta luniger (LeConte, 1849)
- Brachygluta ulkei (Brendel, 1866)